# Тиндалл, Майк (регбист)
Майкл Джеймс Тиндалл MBE (англ. Michael James Tindall, род. 18 октября 1978, Отли) — английский регбист, выступавший на позиции центра. Играл за клубы «Бат» и «Глостер» в чемпионате Англии, в составе «Бата» стал серебряным призёром чемпионата Англии 2003/04. За сборную Англии провёл 75 игр в 2000—2011 годах, приняв участие в 11 розыгрышах Кубка шести наций и выиграв четыре из них (в том числе Большой шлем в 2003 году), однако главным его достижением стала победа на чемпионате мира 2003 года.
После завершения карьеры Тиндалл занялся предпринимательской и благотворительной деятельностью: он руководит компанией Kimble Trading Ltd., является патроном благотворительных организаций Rugby for Heroes и Cure Parkinson’s Trust. В 2011 году Тиндалл женился на Заре Филлипс, дочери принцессы Анны и старшей внучке королевы Елизаветы II. В этом браке родились трое детей — две дочери и сын.

## Ранние годы
Майкл Джеймс Тиндалл родился 18 октября 1978 года в госпитале Уорфдейл в городе Отли (Западный Йоркшир). Отец — Филип Тиндалл (англ. Philip Tindall), сотрудник банка Barclays, в прошлом играл в регби и был капитаном клуба «Отли»; в 2003 году у Филипа диагностировали болезнь Паркинсона, против которой он борется с того времени. Мать — Линда Тиндалл (в девичестве Шеперд), социальная работница. Также у Майка есть брат.
По материнской линии среди предков Тиндалла были сапожники, каменщики и ткачи; его прадед по отцовской линии, Артур Сатклифф Тиндалл — кузнец, правнук землевладельца Уильяма Тиндалла (владел участком в 105 акров в Фэйрбёрне в Северном Йоркшире). Майкл учился в частной гимназии имени королевы Елизаветы в Уэйкфилде. По словам Майка, в детстве он получал деньги на карманные расходы за то, что мог помыть машину, подстричь траву или прибраться дома, а отец объяснял ему, как правильно распоряжаться собственными средствами. После школы он некоторое время подрабатывал, продавая рыбу с картофелем фри недалеко от ипподрома.

## Клубная карьера

### Бат
В 1997 году, после окончания школы Тиндалл стал игроком клуба «Бат»: основными центровыми в команде в то время были Джереми Гаскотт и Фил де Глэнвилль. По словам Майка, за первый год выступления (всего 1 матч в чемпионате Англии сезона 1997/98 года) он заработал около 10 тысяч фунтов стерлингов. После чемпионата мира 1999 года Тиндалл стал чаще выступать в основе клуба, что повлияло на его вызов в сборную Англии и дебют в её составе в 2000 году. В составе команды он стал вице-чемпионом Англии в 2004 году, а также дошёл до финала Европейского кубка вызова в сезоне 2002/03 года, но его выступления были омрачены серией травм. В разное время Майк выбывал из строя из-за повреждений лодыжки, стопы или плеча: так, в сезоне 2003/04 года он сыграл в чемпионате Англии всего 4 матча, а в сезоне 2004/05 года — 6 матчей: в последнем случае он получил травму ноги, из-за которой выбыл из строя вплоть до середины апреля, пропустив игры за клуб и сборную.
В 2005 году было намечено очередное продление контракта игрока с клубом до 2011 года, однако оно сорвалось: Тиндалл потребовал зарплату, которую клуб не был в состоянии платить в связи с его политикой зарплат. К вопросу о продлении контракта Тиндалла с «Батом» подключился владелец клуба Эндрю Браунсуорд, от которого Майк потребовал разрешить ситуацию с его контрактом как можно быстрее. Браунсуорд предложил игроку контракт с повышенной до определённого уровня зарплатой и возможностью проведения прощального матча, однако Тиндалл не принял предлагаемые ему условия. Сам игрок говорил, что ему было нелегко принять решение об уходе из команды, и упрекнул Браунсуорда в том, что тот был озабочен проведением прощальной встречи, а не вопросом контракта. Поскольку вопрос об уходе Тиндалла из «Бата» был решённым, на него обратили внимание «Сейл Шаркс» и «Сарацины». Однако Майк перешёл в стан противников «Бата» — команду «Глостер», заключив трёхлетнее соглашение на сумму в 150 тысяч фунтов стерлингов.

### Глостер
В связи с травмой и реабилитацией Тиндалл фактически вернулся на поле только в декабре 2005 года, в середине сезона 2005/06 года, сыграв 14 матчей в чемпионате Англии. В том сезоне Тиндалл играл в центре с Генри Полом, однако этот центр критиковался как «плоский и занудный» из-за неубедительного выступления Тиндалла. Позже Пола вообще отстранили от игр за клуб из-за его участия в инциденте на дне рождения девушки Тиндaлла, и на замену Полу пришёл юный Энтони Аллен, с которым Майк нашёл взаимопонимание к концу сезона. 18 ноября 2006 года он провёл первый матч в сезоне в стартовом составе против команды «Уоспс», однако из-за проблем с голенью сыграл ещё лишь два матча в том году, выйдя на замену против «Вустер Уорриорз» и «Лондон Айриш» (всего в том сезоне провёл 12 встреч в чемпионате Англии). В апреле 2007 года в игре чемпионата Англии против «Ньюкасл Фэлконс» Тиндалл, осуществляя захват Тоби Флада, получил перелом ноги, из-за которого пропустил не только остаток сезона, но и начало последующего, сопряжённое с чемпионатом мира во Франции. 29 сентября он вышел на игру чемпионата Англии против «Вустера» и занёс попытку, а «Глостер» победил 29:7. 7 декабря в матче Кубка Хейнекен против французского «Бургуэн-Жальё» Тиндалл снова во время захвата получил травму, схожую с травмой в апрельском матче против «Ньюкасла», однако через неделю вернулся в строй и даже продлил в январе 2008 года контракт с клубом ещё на три года.
В апреле 2012 года руководство клуба «Глостер» объявило, что по окончании сезона 11 игроков покинут команду, и в числе этих 11 человек присутствовал Тиндалл. Однако в июне 2012 года Тиндалл заключил контракт ещё на год, решив совмещать игровую карьеру с должностью тренера защитников клуба. Контракт был продлён снова в мае 2013 года ещё на один год. 15 июля 2014 года Тиндалл объявил об окончательном завершении игровой карьеры, решив ни продлевать контракт с «Глостером» ещё на год, ни переходить в другой клуб.
Всего за свою карьеру в чемпионате Англии (Премьер-Лиге) Тиндалл сыграл 206 матчей, набрав в этих встречах 193 очка: он занёс в чемпионате 36 попыток, провёл две реализации и забил три штрафных. Также за время выступлений в Премьер-Лиге он получил всего 5 жёлтых карточек и ни одной красной.

## Карьера в сборной
Дебют Майка Тиндалла в сборной Англии состоялся 5 февраля 2000 года в матче против Ирландии в рамках Кубка шести наций. Тиндалл вышел играть вместе с Майком Кэттом и занёс в первой же игре попытку, а его сборная победила ирландцев 50:18. По ходу своего выступления за команду Тиндалл неоднократно подвергался критике, однако, в отличие от Уилла Карлинга и бывшего флай-хава «Бата» Стюарта Барнса, остался на позиции внешнего центрового в основном составе клуба и сборной, играя в сборной с Уиллом Гринвудом — внутренним центровым. В июне того же года он провёл два матча против ЮАР в гостях, а в ноябре — декабре сыграл три матча на стадионе «Туикенем» против австралийцев, аргентинцев и южноафриканцев.
В 2001 году Тиндалл сыграл всего три матча (один на Кубке шести наций против Уэльса 3 февраля и два в ноябре на «Туикенеме» против румын и южноафриканцев), в 2002 году — все 5 встреч Кубка шести наций и три матча в ноябре на «Туикенеме» против новозеландцев, австралийцев и южноафриканцев. Его попытка в игре 30 марта 2003 года против Ирландии на Кубке шести наций принесла англичанам не только итоговую победу в турнире, но и Большой шлем, а 21 июня он принёс англичанам победу над Австралией 25:14 в матче летнего турне по Южному полушарию. Наконец, в составе сборной Англии Тиндалл сыграл на шести из семи встреч в рамках чемпионата мира в Австралии, выступая в паре с Уиллом Гринвудом, и отметился занесённой попыткой в игре против Грузии 12 октября в Перте. Майк пропустил полуфинал против Франции, уступив место Майку Кэтту, чьи навыки бьющего были, по мнению тренерского штаба, более полезными в дождливую погоду, но вернулся на победный для англичан финал, прошедший 22 ноября — к финальной встрече он подходил с 32 тест-матчами за сборную и 10 занесёнными попытками. За победу на чемпионате мира в Австралии все игроки, в том числе и Тиндалл, были награждены орденом Британской империи.
На протяжении своей карьеры Тиндалл, играя как в связке с Гринвудом, так и с другими игроками, выступал на позиции внешнего центрового, но выходил в майке не под номером 13, а под номером 12 на все матчи сборной Англии. Номер 13 забрал себе Уилл Гринвуд, который играл на позиции внутреннего центрового (традиционно именно этой позиции отдают номер 12). По одной версии, Гринвуд ещё до прихода Тиндалла в сборную выбрал себе этот номер, считая его счастливым; по другой версии, номер 13 достался Гринвуду от Джереми Гаскотта, который был также суеверным, но считал число 13 несчастливым и поэтому предпочёл майку под номером 12.
Начало Кубка шести наций 2004 года Тиндалл пропустил из-за травмы лодыжки, однако сыграл три тест-матча во время турне по Южному полушарию и даже стал вице-капитаном сборной по решению главного тренера Клайва Вудворда. Травма ноги, полученная в сезоне 2004/05 года, вывела Тиндалла из строя до апреля 2005 года, из-за чего он пропустил и Кубок шести наций, и поездку в составе команды «Британские и ирландские львы» в Новую Зеландию. После реабилитации он вернулся в сборную Англии и стал играть на позиции внутреннего центрового, взяв традиционный номер 12, однако на клубном уровне играл под номером 13 (номер 12 забрал себе его одноклубник Генри Пол). В команде после своего возвращения он выступал с центровым Джейми Нуном, однако эта пара не обладала креативностью в игре и не мог развивать должным образом атаки — в осенних играх против Австралии 12 ноября и Новой Зеландии 19 ноября они допустили массу ошибок.
В 2006 году Тиндалл провёл все пять матчей Кубка шести наций, в 2007 году — четыре матча на Кубке (кроме игры против Уэльса). В связи с полученной в апреле 2007 года травмой правой ноги Тиндaлл не сыграл на Кубке мира во Франции. 2 февраля 2008 года в стартовом матче Кубка шести наций против Уэльса произошёл инцидент: когда валлиец Марк Джонс выбивал мяч, Тиндалл попытался завладеть мячом, однако при ударе Джонс ударил его неумышленно ногой в туловище. Майка унесли в раздевалку на носилках: как потом установили врачи, у Тиндалла произошло внутреннее кровотечение, вызванное повреждением печени, вследствие чего он был немедленно исключён из заявки сборной Англии на оставшиеся матчи. Майк позже говорил, что для него было счастьем вообще остаться в живых после такого инцидента. В июне того же года он сыграл два матча против Новой Зеландии в гостях.
В 2009 году Тиндалл сыграл четыре из пяти матчей Кубка шести наций (кроме встречи против Италии) и снова не попал в заявку «Британских и ирландских львов» из-за травмы. В 2010 году, после завершения реабилитации от последствий очередной травмы, он вернулся в сборную, которую принял Мартин Джонсон, заменив на своей позиции Льюиса Муди; а через год Майк отправился выступать на свой второй кубок мира, состоявшийся в Новой Зеландии. Англичане покинули турнир на стадии четвертьфинала, проиграв французам 12:19, однако в четвертьфинальном матче Тиндалл не играл. Турнир ознаменовался для Тиндалла скандалом: в прессу просочились сведения о том, что он находился в состоянии алкогольного опьянения в баре Altitude и якобы участвовал в соревновании по «метанию карликов». Тиндалла оштрафовали на крупную сумму в 25 тысяч фунтов стерлингов и исключили из сборной (позже после апелляции Тиндалла вернули в сборную Англии и сократили объём штрафа). Недоумение и возмущение дисквалификацией Тиндалла выражали некоторые из игроков и болельщиков. Последней игрой для Тиндалла за сборную Англии стал матч 1 октября 2011 года против Шотландии на групповом этапе чемпионата мира (победа 16:12).
Позже он сыграл ещё пять матчей за звёздный клуб «Барбарианс», из них три матча в 2012 году — 27 мая против Англии (занёс попытку), 29 мая против Ирландии (занёс попытку) и 2 июня против Уэльса. 26 мая 2013 года вывел в качестве капитана клуб на матч против Англии, также был в заявке на матч 1 июня против «Британских и ирландских львов».
Из чемпионского состава сборной Англии образца 2003 года Майк Тиндалл завершил игровую карьеру позже остальных — в 2014 году, причём в 2011 году в сборной на чемпионате мира в Новой Зеландии играло только три игрока того состава — Джонни Уилкинсон, Стив Томпсон и Майк Тиндалл. По стечению обстоятельств, из-за травм Тиндалл ни разу не сыграл за команду «Британских и ирландских львов», пропустив их турне 2001, 2005 и 2009 годов. Всего за карьеру он сыграл 75 матчей, набрав 74 очка — из них 70 были набраны за счёт 14 занесённых попыток.

## Стиль игры
Тренировавший сборную Англии в 2004—2006 годах Энди Робинсон называл Тиндалла «сердцем» сборной Англии, а сам Тиндалл за крупные габариты удостоился прозвища «Холодильник». Победу англичан на чемпионате мира 2003 года во многом обеспечила игра Майка Тиндалла в центре вместе с Уиллом Гринвудом, однако после его ухода Тиндаллу пришлось проработать аж с семью разными центровыми в сборной. По его словам, уход Уилла из сборной, состоявшийся в 2004 году, привёл к развалу центра. В 2005 году выступления Тиндалла вместе с Джеймсом Нуни подвергались критике за серию ошибок при развитии атак.
Тиндалл, традиционно игравший внешнего центрового, иногда вынужден был переходить на позицию внутреннего центрового — так, в 2006 году он вынужден был пойти на это из-за того, что Олли Баркли сломал палец и пропустил первые три игры Кубка шести наций. Однако сам потенциал Тиндалла не был до конца раскрыт из-за серии травм, которые он получил во время игр за «Бат» и «Глостер». В частности, он восемь раз ломал нос за регбийную карьеру, что привело к возникновению проблем с дыханием: в 2018 году Майку пришлось прибегнуть к хирургическому вмешательству, чтобы вернуть прежнюю форму носа и ликвидировать возникшие проблемы. К 2009 году из-за шести серьёзных травм Тиндалл пропустил и чемпионат мира 2007 года, и два турне сборной «Британских и ирландских львов».

## Тренерская карьера
В октябре 2014 года Тиндалл провёл первый матч в качестве тренера любительского клуба «Минчинхэмптон» (англ. Minchinhampton), играющего во 2-й лиге Глостера, против команды «Глостер Олл Блюз» (англ. Gloucester All Blues). База клуба находится рядом с домом Тиндалла перед Гэткомб-парком.

## Личная жизнь

### Семья
21 декабря 2010 года Букингемский дворец объявил о помолвке с Майком Тиндаллом Зары Филлипс — дочери принцессы Анны и капитана Марка Филлипса, старшей внучки королевы Елизаветы II. Майк и Зара познакомились в Австралии во время Кубка мира 2003 года. Во исполнение Акта о королевских бракосочетаниях королева дала своё согласие на брак внучки на встрече с представителями Тайного совета 10 мая 2011 года. Свадьба состоялась 30 июля 2011 года в Эдинбурге в Канонгейтской церкви в присутствии 400 гостей (в том числе и членов королевской семьи).
17 января 2014 года в королевском Глостерширском госпитале Зара родила дочь, которую назвали Миа Грейс (англ. Mia Grace Tindall). Ребёнка крестили 30 ноября 2014 года в церкви Святого Николая в деревне Черингтон (Глостершир). Позже у Зары случились два выкидыша. 18 июня 2018 года в родильном доме Страуда (англ. Stroud Maternity Hospital) на свет появилась вторая дочь, которую назвали Лена Элизабет (англ. Lena Elizabeth Tindall). 21 марта 2021 года родился третий ребёнок — сын, получивший имя Лукас Филипп.
Зара Тиндалл занимает 21-е место в действующем порядке наследования британского престола, а её дети — места с 22-го по 24-е. Таким образом, теоретически в случае, если Зара займёт британский престол, Майк Тиндалл может стать принцем-консортом Великобритании.

### Имущество
В 2000 году Майк Тиндалл и Иэн Болшоу приобрели квартиру в Бате стоимостью 110 тысяч фунтов стерлингов. Изначально это была квартира с двумя спальнями: после завершения отделки в квартире были уже три спальни, две ванные и туалет, а стоимость выросла до 400 тысяч фунтов стерлингов. Позже Тиндалл выкупил полностью квартиру, начав её сдавать в аренду. До 2013 года Тиндаллы проживали в доме стоимостью 1,2 млн фунтов в Челтнеме (Глостершир), прежде чем официально переехать в имение Гэткомб-Парк площадью 730 акров, находящееся недалеко от Минчинхэмптона и являющееся также резиденцией принцессы Анны. Пара объявила о намерении переехать в Гэткомб-Парк незадолго до свадьбы. Согласно интервью The Telegraph от 2019 года, Тиндаллы проживали на ферме под Тетбери в Глостершире, где некогда проживал отец Зары, капитан Марк Филлипс — ферма находится относительно недалеко от Гэткомб-Парка.
Майк Тиндалл, сотрудничающий с рядом международных компаний и инвестирующий во многие предприятия, владеет недвижимостью в ОАЭ: в Эмиратах он приобрёл off-plan-квартиру в период расцвета инвестирования в этой стране. При этом он утверждает, что использует только дебетовую карту для совершения покупок и сделок и из принципа не пользуется кредитной картой, а один из его близких друзей — финансовый консультант и болельщик «Бата». Согласно оценкам журнала Ruck, имущество Тиндалла оценивается в 15,7 млн фунтов стерлингов: сам он является владельцем предприятия Kimble Trading Ltd. Майк также владеет автомобилем Jaguar F-Type SVR coupé, которым, по своим словам, «преимущественно управляет дома».

### Скандалы
Имеющий водительские права Тиндалл несколько раз арестовывался за вождение автомобиля в нетрезвом состоянии. В 2000 году его впервые признали виновным в подобном правонарушении и лишили водительских прав на 16 месяцев. В 2008 году он был во второй раз остановлен за вождение в нетрезвом виде: Тиндалл возвращался с фестиваля в Челтнеме, где отдыхал с Зарой Филлипс, и спешил на стадион «Туикенем», чтобы прокомментировать матч сборной. Хотя Тиндалл признал свою вину, это не спасло его от исключения из расположения сборной Англии. В 2009 году его в третий раз признали виновным в управлении автомобилем в нетрезвом состоянии и лишили водительских прав на три года, а также выписали штраф в размере 500 фунтов стерлингов. Что касается его склонности к выпивке, то в 2003 году во время празднования победы сборной Англии на чемпионате мира по регби он даже попытался побить рекорд австралийского крикетиста Дэвида Буна по числу выпитых кружек пива за вечер (52 кружки), но не преуспел в этом.
Самым громким скандалом в карьере Тиндалла стал случай на чемпионате мира 2011 года после матча группового этапа против Аргентины. В новозеландском Куинстауне в пабе Altitude на скрытую камеру были засняты кадры того, как женатый к тому моменту Майк Тиндалл (с момента его свадьбы с Зарой Филлипс прошло шесть недель) флиртовал с некоей блондинкой в пабе. Видеозапись того, что делал Тиндалл, разместил на YouTube один из охранников паба, однако его действия расценили как незаконный доступ к компьютерной системе и её незаконное использование, вследствие чего его оштрафовали. Сам Майк отрицал, что был вообще в этом баре. Скандал на этом не исчерпался: позже из газеты The Sun поступили сообщения, что инцидент с незнакомкой произошёл во время некоего «конкурса по метанию карликов» (англ. dwarf throwing contest), проходившего в пабе. Менеджер бара Рич Дин опроверг слухи о проведении подобного мероприятия, заявив, что все игроки вели себя в баре прилично и просто развлекались, и обвинил журналистов во лжи и выдергивании фактов из контекста. За игроков заступился тренер Мартин Джонсон, заявив, что они имеют право на отдых. Однако последующее расследование привело к тому, что Тиндалла признали виновным в ненадлежащем поведении и обмане общественности: 11 ноября 2011 года решением Регбийного союза Англии его исключили из основного состава команды и оштрафовали на 25 тысяч фунтов стерлингов. Апелляция Тиндалла состоялась 28 ноября 2011 года: игрока вернули в сборную, а штраф сократили до 15 тысяч. На апелляционном процессе Тиндалл заявил, что не помнил точно, что происходило в пабе, и не хотел никого обманывать своими заявлениями.

### Деятельность вне регби
Одним из увлечений Тиндалла является покер: в 2005 году, проходя реабилитацию после травмы, Майк выступил на своём первом турнире British Poker Open и занял 3-е место. В 2009 году Майк вместе со своей будущей супругой Зарой Филлипс принял участие в благотворительном турнире в Монте-Карло Ante Up for Africa — в ходе турнира были собраны 260 тысяч долларов США в помощь жителям Судана, пострадавшим от последствий Дарфурского конфликта. Однако выступления Майка на турнирах по покеру не были выдающимися: по некоторым оценкам, его суммарный выигрыш не превышал 5 тысяч долларов США даже с учётом турниров среди знаменитостей. В рамках благотворительных турниров Майк выступал в телешоу All Star Poker Challenge на телеканале ITV и выиграл 25 тысяч фунтов стерлингов.
Помимо этого, благодаря своей супруге Заре Тиндалл увлёкся конным спортом, а именно бегами. В 2010 году Майк и Зара приобрели скакуна Монбег Дьюд (англ. Monbeg Dude) за 12 тысяч фунтов стерлингов, который выиграл в январе 2013 года соревнования по бегам Grand National. В апреле 2015 года на Grand National скакун занял 3-е место, а всего благодаря Монбегу Дьюду пара выиграла 120 тысяч фунтов на скачках.
Также Тиндалл увлекается гольфом, предпочитая играть на поле Олд-Хед в Кинсейле. В 2014 году, когда он завершил регбийную карьеру и увлёкся гольфом, его изначальный гандикап (численное измерение игровой способности) равнялся 18, а позже был улучшен до отметки 10. Ещё одним увлечением Тиндалла являются мотоциклы, однако, в отличие от принца Уильяма и принца Гарри, которые предпочитают спортивные мотоциклы Ducati, Майк предпочитает более удобные и практичные наподобие Harley-Davidson (в частности, ему принадлежит Harley-Davidson FXDR).

### Посол коммерческих и некоммерческих организаций
Тиндалл присутствовал в качестве почётного гостя на множестве благотворительных спортивных соревнований, в том числе на ежегодном турнире по гольфу, спонсируемом фондом Legion Foundation, который собирал средства для фондов Course Foundation и Rugby for Heroes. В 2012 году Тиндалл стал послом доброй воли Мидлендской санитарной авиации. В конце 2013 года Тиндалл стал послом бренда онлайн-трейдинговой компании UFXMarkets.
С 2013 года Тиндалл организует ежегодный благотворительный турнир по гольфу ISPS HANDA Mike Tindall Celebrity Golf Classic, в котором участвуют звёзды гольфа, регби и шоу-бизнеса. Средства, собранные турниром, идут в помощь благотворительным организациям, помогающим лицам с ограниченными возможностями (в том числе страдающим Болезнью Паркинсона) — фондам Matt Hampson Foundation и Cure Parkinson’s Trust, а также в помощь фонду Rugby for Heroes, который помогает военным вернуться к полноценной гражданской жизни. Тиндалл, в частности, является патроном фондов Matt Hampson Foundation и Rugby for Heroes. Комментируя своё сотрудничество с фондом Matt Hampson, в 2017 году Майк рассказал о том, как его отец на протяжении 14 лет борется против болезни Паркинсона.
В апреле 2015 года Тиндалл в преддверии домашнего чемпионата мира по регби стал послом букмекерской онлайн-конторы Betway. В том же году он начал сотрудничество с международным некоммерческим фондом помощи детям Right To Play, который организует спортивные мероприятия с участием детей, проживающих в неблагополучных районах или пострадавших в результате конфликтов и стихийных бедствий. В октябре 2016 года Тиндалл посетил одно из мероприятий фонда в ганской Аккре, которое, по его словам, произвело на него сильное впечатление. В декабре того же года он стал спортивным послом британского филиала Right to Play UK.

### Телевидение и иные СМИ
6 января 2018 года Тиндалл принял участие в спортивном телешоу And They're Off!, собиравшем средства в помощь организации Sport Relief. В 2019 году Майк и Зара стали первыми членами королевской семьи — участниками программы «Top Gear»: в 3-м выпуске в рубрике «Звезда в действительно быстром автомобиле» (англ. Star in a Reasonably Fast Car) Майк и Зара прошли круг на трассе Top Gear за рулём Toyota GT86, а также по очереди управляли автомобилем Jaguar на высокой скорости.
С 2020 года ведёт подкаст «The Good, The Bad and The Rugby» вместе с телеведущим Алексом Пэйном и регбистом Джеймсом Хаскеллом.